# Delfines de Los Cabos
Delfines de Los Cabos Fútbol Club, znany najczęściej jako Delfines – meksykański klub piłkarski z siedzibą w mieście Cabo San Lucas, w stanie Baja California Sur. Obecnie gra w Segunda División de México (III szczebel rozgrywek). Domowe mecze rozgrywa na obiekcie Estadio Don Koll, mogącym pomieścić tysiąc widzów.